# Домје
Домје (фр. Dommiers) насеље је и општина у североисточној Француској у региону Пикардија, у департману Ен (Пикардија) која припада префектури Соасон.
По подацима из 2011. године у општини је живело 289 становника, а густина насељености је износила 39,92 становника/km². Општина се простире на површини од 7,24 km². Налази се на средњој надморској висини од 140 метара (максималној 162 m, а минималној 75 m).

## Демографија
| 1962. | 1968. | 1975. | 1982. | 1990. | 1999. | 2011. |
| ----- | ----- | ----- | ----- | ----- | ----- | ----- |
| 284   | 260   | 258   | 221   | 252   | 279   | 289   |

График промене броја становника у току последњих година